# Фронсак (виконтство)

Крепость Фронсак на карте юго-западной Франции XIII в. (восточнее Бордо)

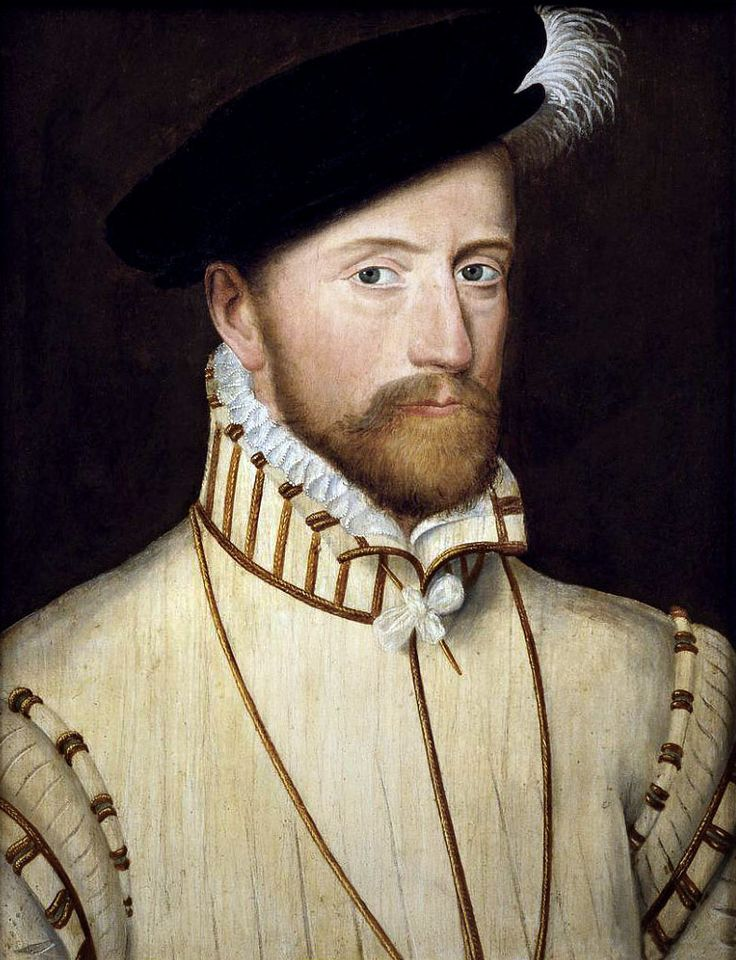
Жак д’Альбон, последний виконт Фронсака

Виконтство Фронсак (Vicomté de Fronsac) — феодальное княжество в средневековой Франции. Столица — замок Фронсак в 40 км восточнее Бордо (департамент Жиронда).
В начале XIV века вассалами виконтства были сеньоры Кадиллака, Ла Ривьера, Абзака и Савиньяка и настоятели бенедиктинского аббатства Гюитр (Guîtres).
Виконты (в квадратных скобках те, о ком нет документальных сведений):
- Адасиус (Adacius), сын Алшье, сеньора Риберака, 3-я четверть X века;
- Гримоар и Раймон I, сыновья, упоминаются в 1012;
- Раймон II, сын Раймона I;
- [Раймон д’Ангулем (Raymond d’Angoulème) (1100—1155), сын Гильома V Ангулемского];
- [Раймон (1130—1182), сын];
- [Гильом-Аманьё, сын]
- Гильом Эз, сын, упоминается в 1212;
- [Раймон (1220—1280), сын];
- [Гильом-Аманьё (1245—1289)];
- Раймон III;
- Раймон IV (1303—1363);
- Жанна (1325—1369), дочь;
- Гильом Санш IV де Помье (1353 — 10 апреля 1377), сын.

После казни Гильома Санша IV де Помье виконтство Фронсак было конфисковано и включено в состав домена герцогов Гиени.
Сестра Гильома Санша IV Маргарита де Помье, жена Пеи (Пьеро) де Фонтена (Pey de Fontaines) по прозвищу Беарнец (Perrot le Béarnais), решением суда от 25 октября 1389 года получила треть виконтства Фронсак. Другая сестра, Ассалида де Помье, жена Эли Талейрана, сеньора де Гриньоль, в 1375 году отказалась от своих прав на наследство в пользу Маргариты, но её потомки носили титул виконтов де Фронсак.
В 1451 году первый раз, а 17 июля 1453 года окончательно, французская армия выбила из крепости английский гарнизон. Король Людовик XI в 1473 году передал виконтство Фронсак Оде д’Эди. В 1487 году Фонсак перешёл к законной наследнице прежних виконтов Франсуазе де Паноэ (Françoise de Penhoët), жене Пьера де Роган-Жье (она была потомком младшей дочери Раймона IV), а в 1491 году — к Жану де Фуа-Лотрек, зятю Оде д’Эди.
Дочь Жана де Фуа Клод (1525—1549) в 1547 году продала виконтство Жаку д’Альбону.
В 1551 году Жак д’Альбон получил титул графа де Фронсак, в 1555 году — титул маркиза. Он был убит в 1562 году и оставил все владения жене — Маргарите де Люстрак, которая в 1568 году повторно вышла замуж — за Жофруа, барона де Комон. Их сын Жан де Комон, маркиз де Фронсак, умер в 1579 году в возрасте десяти лет. Их дочь Анна де Комон (1574—1642) в 1595 году третьим браком вышла замуж за Франсуа д’Орлеан-Лонгвиль, графа де Сен-Поль.
Дальнейшая история — в статье «Герцог де Фронсак».